# Chamaesphecia minor
Chamaesphecia minor is een vlinder uit de familie wespvlinders (Sesiidae), onderfamilie Sesiinae.
De wetenschappelijke naam van de soort is voor het eerst geldig gepubliceerd door Staudinger in 1856. De soort komt voor in het Palearctisch gebied.